# Onęber

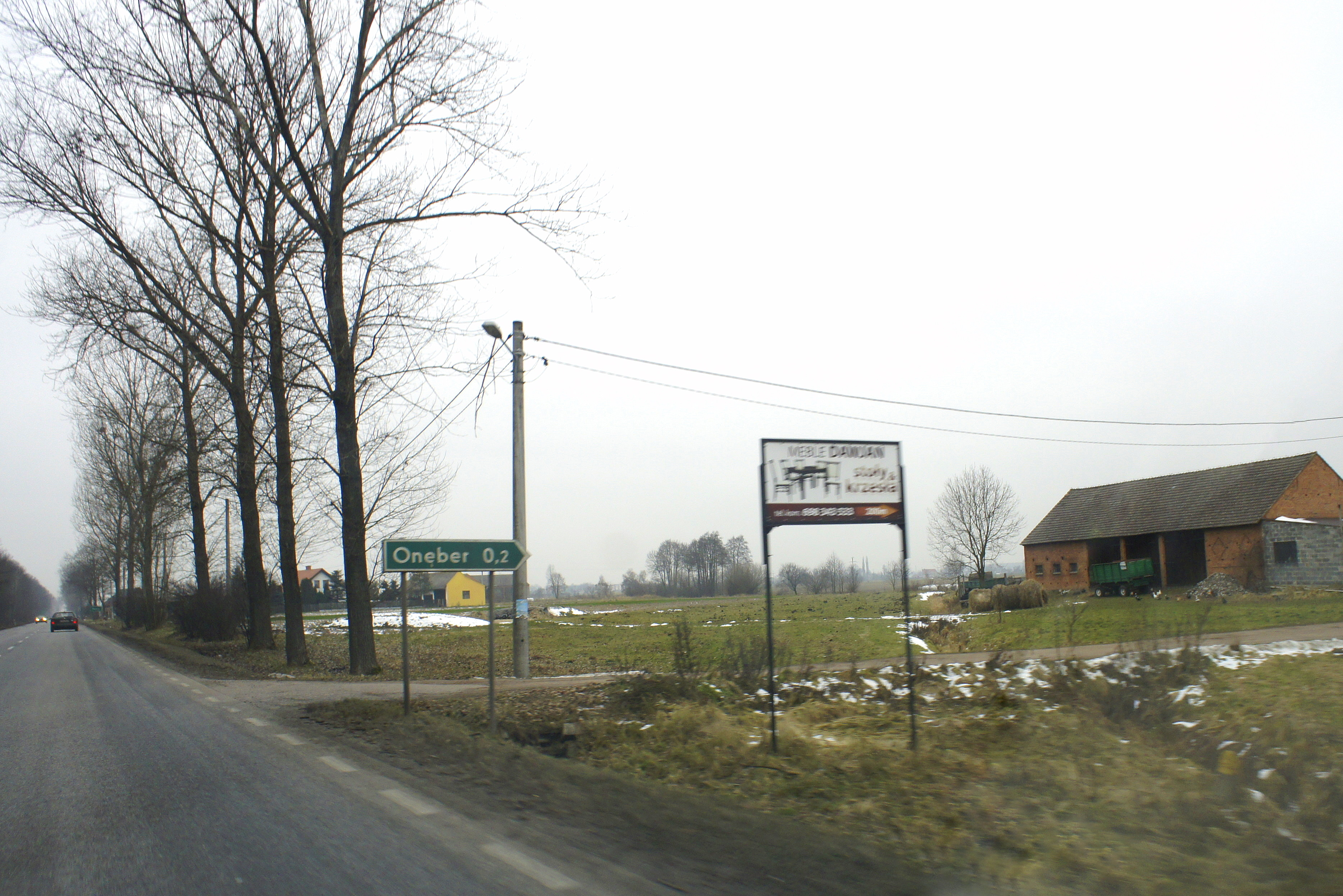
Zjazd z drogi krajowej nr 36 do Onębra

Onęber – osada w Polsce położona w województwie wielkopolskim, w powiecie ostrowskim, w gminie Ostrów Wielkopolski, ok. 15 km na zachód od Ostrowa, przy drodze krajowej nr 36 Ostrów-Lubin.
Przed 1932 rokiem miejscowość położona była w powiecie odolanowskim, w latach 1975-1998 w województwie kaliskim, w latach 1932–1975 i od 1999 w powiecie ostrowskim.